# Kirby and the Rainbow Curse
Kirby and the Rainbow Curse (рус. «Кирби и радужное проклятие») — игра из серии Kirby в жанре платформер, разработанная HAL Laboratory и выпущенная Nintendo в 2015 году для стационарной консоли Wii U. Игра является продолжением Kirby: Canvas Curse, выпущенной на Nintendo DS в 2005 году. Kirby and the Rainbow Curse выпущена 22 января 2015 года в Японии и 20 февраля на территории Северной Америки. В Европе релиз игры состоялся 8 мая 2015 года, в Австралии 9 мая. В игре можно задействовать фигурки Amiibo, в частности фигурки Кирби, Мета Рыцаря и короля Дидиди.

## Игровой процесс
В Kirby and the Rainbow Curse задействован тот же геймплей, что и в Kirby: Canvas Curse. Игра оформлена в уникальном пластилиновом стиле. Игроки используют специальный геймпад Wii U чтобы помочь Кирби, склеенному в форме шара, двигаться по уровню, рисуя радужные линии на сенсорном экране, чтобы задать ему направление. Рисование петли ускорит главного героя, а при нажатии непосредственно на самого Кирби игрок придаст ему вращение, с помощью которого герой сможет устранить врагов. За каждые собранные 100 звёзд Кирби может выполнить Звёздный Рывок (англ. Star Dash), увеличившись в размере и уничтожить ранее нерушимые препятствия. Как и в Kirby's Epic Yarn Кирби может обретать различные формы по ходу игры, такие как подводная лодка, ракета и танк. Эти формы позволяют ему прогрессировать в игре и открывают новые элементы, меняющие геймплей. К игре могут подключится до 3-х игроков с Wii Remote, которые могут сыграть за Уоддл Ди (англ. Waddle Dee), которые помогают Кирби в прохождении уровня и сражаются с врагами. Режим «Story Mode» включает в себя 28 уровней, в то время как режим «Challenge Mode» — более 40.
В игре могут быть задействованы специальные фигурки Amiibo, в частности фигурки Кирби, короля Дидиди и Мета Рыцаря из игры Super Smash Bros для Wii U. Фигурка Кирби позволяет герою активировать Звёздный Рывок в любое время, фигурка Дидиди увеличивает здоровье, фигурка Мета Рыцаря усиливает атаку Кирби.

## Сюжет
В один прекрасный день в Стране Снов (англ. Dreamland), когда Кирби и Уоддл Ди играли вместе, в небе открывается таинственное отверстие, высасывает все краски Страны Снов и парализует всех жителей. Элин (англ. Elline) — фея-кисточка из страны Севентопия (англ. Seventopia) проникает через портал, чтобы убежать от злой силы и возвращает цвет Кирби и Уоддл Ди. Узнав от Элин, что они должны устранить монстра по имени Клэйсия (англ. Claycia) чтобы вернуть цвета Стране Снов герои отправляются вместе с ней в Севентопию, чтобы спасти Страну Снов. Элин рисует волшебную радужную веревку, а Кирби превращается в мяч по аналогии с Kirby: Canvas Curse. Под конец игры выясняется, что Клэйсия была одержима злой силой, известной как Темный Обман (англ. Dark Crafter), у которого есть желание слить все краски в определенное место. После того, как Кирби победил Темный Обман, он, Уоддл Ди, Клэйсиа и Элин возвращаются в Страну Снов, а также возвращают все цвета на планету Поп Звезда. Конечная сцена показывает Клэйсию и Элин, рисующих яблоки для Кирби, которые он преспокойно уплетает.

## Разработка
Когда разработчики увидели геймпад Wii U, они поняли что можно включить в новую игру про Кирби асимметричный мультиплеер. В то время как Wii Remote применяется для платформеров со стандартной механикой, новый геймпад даёт возможность игроку рисовать «точки опоры». Они решили использовать такой же стиль игры как и в Kirby: Canvas Curse на Nintendo DS. Пластилиновый стиль в Wii U игре выбран для того, чтобы придать ей объём по сравнению с DS игрой, в то же время в ней используется более низкая частота кадров. Уоддл Ди выбраны в качестве многопользовательских персонажей, поскольку разработчики решили что король Дидиди и Мета Рыцарь не подходят для защиты Кирби.

## Критика
| Сводный рейтинг       | Сводный рейтинг     |
| Агрегатор             | Оценка              |
| --------------------- | ------------------- |
| GameRankings          | 74,97 %             |
| Metacritic            | 76/100 (35 обзоров) |
| Иноязычные издания    |                     |
| Издание               | Оценка              |
| Destructoid           | 9/10                |
| EGM                   | 9,0/10              |
| Famitsu               | 34/40               |
| Game Informer         | 7,75/10             |
| GameRevolution        | 3,0/5               |
| GameSpot              | 5/10                |
| GamesRadar+           | [ 20 ]              |
| GameTrailers          | 7,5/10              |
| Hardcore Gamer        | 4,5/5               |
| IGN                   | 8,0/10              |
| Nintendo Life         | [ 24 ]              |
| Nintendo World Report | 8/10                |
| Polygon               | 8,5/10              |
| Giant Bomb            | [ 27 ]              |

Kirby and the Rainbow Curse получила смешанные отзывы. Совокупный балл на GameRankings на основе 50 обзоров составляет 74,97 % и 73/100 на Metacritic на основе 72 обзоров.
Японский игровой журнал Famitsu поставил Kirby and the Rainbow Curse 34 балла из 40, при этом один из рецензентов отметил что «Хотя управление персонажем посредством рисования линий не является новинкой, игра заслуживает аплодисментов за интересную подачу геймплея, что повышает интерес к игре. Визуальный пластилиновый стиль выглядит мило, игра наполнена очень интересными фишками, вызывающими интерес. Игра оформлена с истинным шармом Action-игр».
Рецензент Giant Bomb Дэн Рикетт поставил игре 2 звезды из 5, негативно оценив игру по отношению к DS-предшественнику. Он отметил простоту и линейность уровней и слишком лёгкое коллекционирование. Ему не понравилось то, что в отличие от Kirby: Canvas Curse Кирби не может воспользоваться способностями врагов, а превращения в транспортные средства на определённых уровнях он отметил как «сильно-урезанную форму». Негативную критику получили однообразные битвы с боссами и недостаточная точность стилуса. Рикетт отмечает, что за Уоддл Ди играть лучше, поскольку стандартная платформенная механика приносит больше удовольствия, чем «ненадёжная стилусная». Несмотря на это, пластилиновый стиль Рикетт отмечает как «великолепный».
Рецензент IGN Марти Слива нашёл игру более терпимой и поставил ей 8 баллов из 10. Он высоко оценил периодически высокую сложность игры и её разнообразие, находя транспортные этапы «приятными», а оформление уровней «красивыми». Слива считает такие уровни «абсолютно великолепными», хваля такие детали как отпечатки пальцев в пластилине и замедленную анимацию боссов. Однако он был разочарован тем что ему пришлось фокусировать внимание на геймпаде, а не телевизоре. Делая обзор на многопользовательский режим за Уоддл Ди Слива отметил, что мультиплеер «не гарантирует получение большого опыта» но тем не менее это «интересный для проверки эксперимент».
Рецензент Nintendo Life Джон Уолгрен дал игре 7 звёзд из 10. Он нашёл игру «очаровательной», а визуальный стиль «красивой […] на Wii U до последнего момента», но был разочарован тем что пластилиновая эстетика не сообщалась с игровым процессом Kirby's Epic Yarn. Он отметил низкую сложность в прохождении основной кампании, тем не менее отметив, что коллекционирование и режим «Challenge Mode» усложняют игру. Как и в случае с другими рецензентами Уолгрену хотелось видеть игру в высоком разрешении, однако он обнаружил что ему приходится сосредотачиваться на геймпаде с экраном низкого разрешения. Игра с другими является «приятной», но «это не лучший опыт локального мультиплеера для Wii U».
Рецензент Hardcore Gamer Дэрмот Криган дал игре 4,5 из 5, назвав ее «полностью творческим приключением, которое предлагает игрокам то, чего они больше нигде не найдут». Он похвалил пластилиновую эстетику, назвав ее «поразительно красивой», одновременно положительно отметив коллекционирование и сложность.

### Продажи
В первую неделю запуска в Японии было продано 58,000 копий игры, к концу 2015 года продано 83,000 копий.

## Заметки
1. ↑  Помощь и контроль при разработке со стороны Nintendo Software Planning & Development.
2. ↑  Известная в Японии как Touch! Kirby Super Rainbow (яп. タッチ！カービィ スーパーレインボー Татти! Ка:би: Су:па:рэймбо:, рус. «Нажимай! Супер Радуга Кирби») и в Европе как Kirby and the Rainbow Paintbrush (рус. «Кирби и радужная кисть»)